# Circo Knie

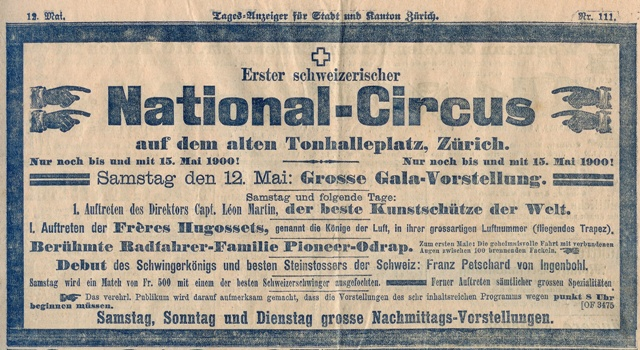
Circo nacional em 1900

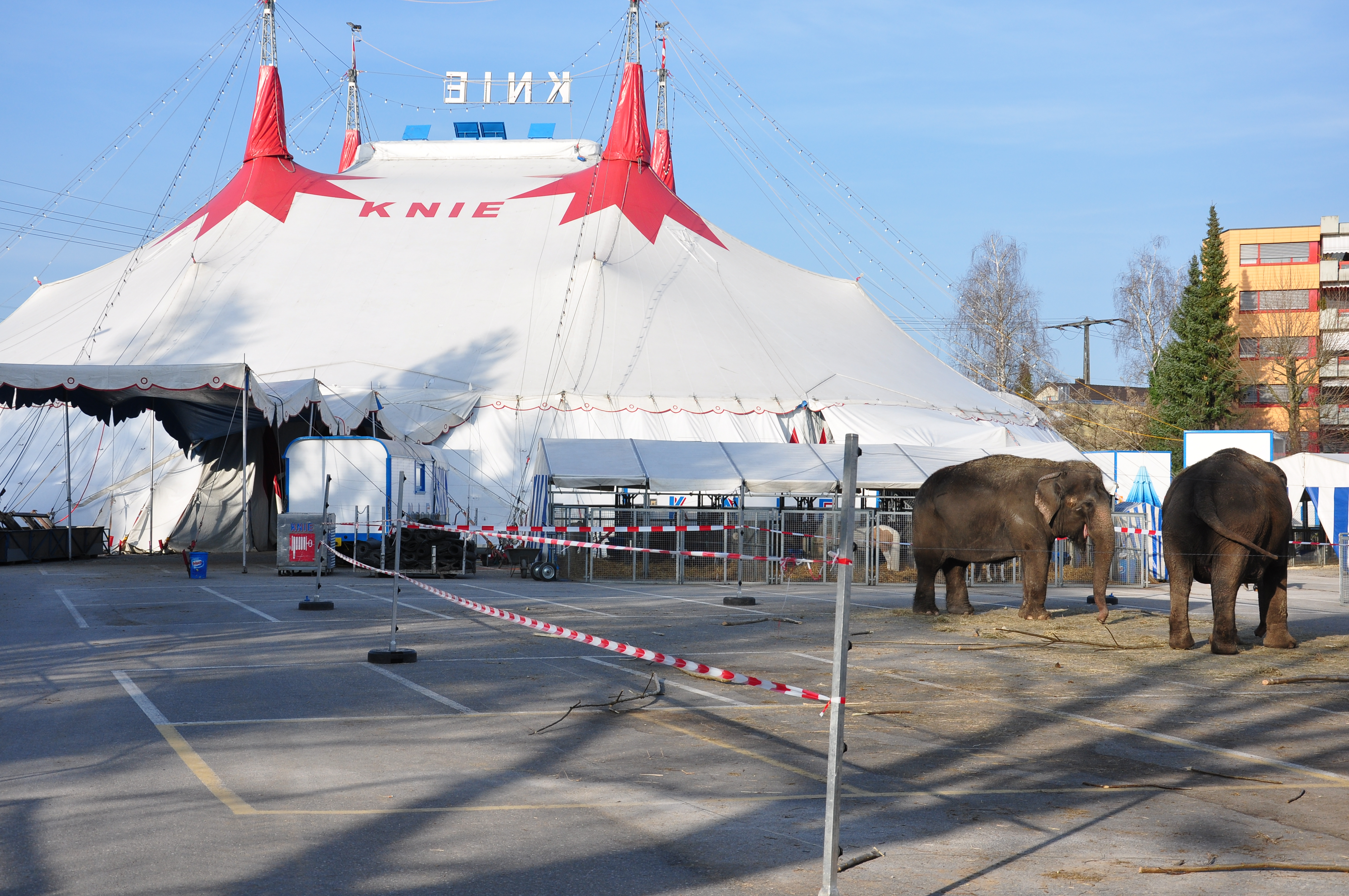
A tenda e os elefantes

Knie é uma família suíça de origem Áustro-Hungara que obteve a cidadania de Oerlikon en 1900, e em 1907 ter estabelecido o seu domicílio e o pousio de inverno em Rapperswil no cantão de São Galo.

## O Circo
Em 1803, Friedrich (1784†1850), filho do médico da Imperatriz Marie-Thérèse, abandona os estudes de medicina e emprega-se num circo e em 1806 funda o seu primeiro grupo. En 1919, os Knie transformam-no no "Circo nacional suíço dos irmãos Knie" (em francês:  Cirque national suisse des frères Knie ), que se torna em 1934 numa empresa familiar, o Circo nacional suíço".
Rapidamente aos números dos artistas vêm juntar-se o domadores de animais e em seguida (1962) um zoo.
Em 2006 o circo dava trabalho a 200 pessoas e ia na sexta geração.